# 魔法電波
《魔法電波》（英語：Blast from the Past）是1999年上映的美國電影。

## 故事大綱
在1962年10月的洛杉磯。由於發明家考文自己的誤會，讓他建立了一座核災避難所，並與臨月的妻子因為一件墜機意外而開始住在避難所中。他們在避難所產下的兒子亞當因為經常觀看1950年代的電視劇，並在他們的教育下，而被養育為一名紳士。就在經過35年後的1997年，避難所的自動鎖解除，但利用此時外出查探狀況的考文，卻因為遇上不良少年和變性人而被嚇到趕緊回到避難所。於是為了取得避難所的生活用品，並為了找到好妻子，他們讓亞當外出探險。外出並為了賺錢而被騙去賣掉父親收集的球員卡的亞當，因此受到商店店員伊娃的幫助。雖然兩人因此開始認識，但伊娃是位現代化的女性，對於餐前禱告以及稱呼伊娃為小姐，還有對於大海還有下雨會感到吃驚的亞當感到相當困擾。不過在一直認為亞當是個好男人的室友的幫助下，讓處於完全不同世代觀念的他們終於能順利在一起。

## 登場人物
亞當・韋伯- 布蘭登·費雪
考文和海倫在核災避難所養育長大的兒子。35歳。代替害怕外出的父親而前往避難所外面查探狀況。由於一直觀看1950年代的電視劇而因此具有紳士的言行，但在1997年的現在來看卻是相當落伍。
伊娃・維斯提考夫- 艾莉西亞·席薇史東
幫助被騙的亞當的商店店員。兩人雖然因此成為好友，卻她受不了亞當落伍的言行，但最終在室友的幫助下讓她終於能與亞當在一起。
考文・韋伯- 克里斯多夫·華肯
亞當之父，也是名天才發明家，但看起來更像是瘋狂科學家。由於自己的誤會而建立一座核戰避難所並與臨月的妻子一起住在裡面。經過35年後的1997年，由於自動鎖解除而出外查探狀況，卻因為遇到不良少年和變性人感到害怕而返回避難所。
海倫・湯瑪斯・韋伯- 西西·史派克
亞當的母親。嗜酒如命。
特洛伊 - 大衛·弗利
伊娃的室友，也是名同性戀。給予伊娃許多如何與亞當交往的建議。
傑森 - Todd Robert Anderson
伊娃的朋友。台詞只有一句。
索達的店員 - ジョーイ・ストロニック
索達的母親 - デイル・ラウル
大衛- Rex Maynard Linn
貝蒂- Cynthia Mace
波普 - Harry S. Murphy

雷比- Hugh Wilson
蘇菲 - カルメン・モア
克里夫 - 奈森·菲利安
妮娜・亞倫 - Jenifer Lewis
強納森- マイケル・ギャラガー
隆 - Donovan Scott,
黑薩 - メアリー・アン・ハーマンソン
約翰・F・甘迺迪
1962年當時出現在考文觀看的電視上。
舞廳的女性 - デボラ・ケルナー

## 外部連結
- 魔法電波 - allcinema
- 魔法電波 - KINENOTE
- AllMovie上《Blast from the Past》的资料（英文）
- 互联网电影数据库（IMDb）上《Blast from the Past》的资料（英文）